# José Manuel Cuervo Fernández
José Manuel Cuervo Fernández (Robledo, San Martín del Valledor, Allande, 10 de septiembre de 1948) es un político asturiano adscrito al PSOE. Fue alcalde de Cangas del Narcea entre 1983 y 2007 y senador entre 2008 y 2011.

## Vida personal
Es arquitecto técnico por la Universidad Politécnica de Madrid y profesor de enseñanza secundaria en el IES de Cangas del Narcea.

## Vida política
Fue elegido alcalde de Cangas del Narcea en 1983, siendo reelegido en 1987, 1991, 1995, 1999 y 2003. En 1983 obtuvo 7 concejales por 6 del PCE, 5 de AP y 3 independientes; en 1987 obtuvo 10 concejales por 3 de AP, 3 del IU y 5 del CDS; en 1991 obtuvo 11 concejales (mayoría absoluta) por 6 del PP, 3 de IU y 1 del PAS; en 1995 el ayuntamiento pasó de tener 21 concejales a tener 17, por lo que obtuvo 8 concejales, por 6 del PP, 2 de IU y 1 del PAS; en 1999 obtuvo 9 concejales por 5 del PP, 2 de IU, 1 de URAS y 1 independiente; en 2003 obtuvo 7 concejales por 7 del PP, 2 de IU y 1 de URAS; aquellas elecciones fueron en las que peores resultados obtuvo desde 1983 ya que se impuso al PP por solo 100 votos y firmó un pacto de gobierno con IU (en las elecciones precedentes en las que no obtuvo mayoría absoluta gobernó en minoría). En este gobierno formaba parte como Segundo Teniente de Alcalde y concejal de Urbanismo el actual alcalde José Manuel Martínez González.
En 2007 fue desalojado de la alcaldía a pesar de ser el ganador de las elecciones como consecuencia de un pacto entre PP e IU. Tras perder la alcaldía en 2007, acepta formar parte del equipo asesores del consejero de Educación y Ciencia del Principado de Asturias, José Luis Iglesias Riopedre.
Finalmente, en 2007, obtuvo 8 concejales por 6 del PP y 3 de IU, quedándose a sólo 50 votos de la mayoría absoluta pero a causa del pacto entre PP e IU fue apartado de la alcaldía. Se iniciaron las negociaciones con IU, que sostienen entonces que si no había pacto de gobierno no apoyarían al PSOE, rompiéndose las negociaciones al poco tiempo sin llegarse a un acuerdo. Esta rotura precede la misma que sucederá a nivel regional por la que el PSOE gobierna en minoría en Asturias. Durante la sesión de investidura, la sorpresa fue cuando fue investido alcalde José Manuel Martínez González, de IU, con los votos del PP, iniciándose una gran polémica local y regional. IU suspende de militancia a los concejales elegidos en Cangas para intentar salvar el pacto de gobierno regional, pero esta medida no surte efecto. Durante 2 semanas hubo esperanza de que fuese devuelta la alcaldía canguesa al PSOE pero finalmente eso no ocurrió por lo que José Manuel Cuervo quedó como jefe de la oposición. El nuevo alcalde exige para dimitir que Cuervo se apartase del PSOE y que ceda el puesto al segundo en la lista socialista (José Luis López Díaz) a lo que el PSOE se negó. Debido a todos estos y otros sucesos, los concejales de IU y del PP fueron expulsados de sus respectivos partidos en función al Pacto Antitransfuguismo, manteniéndose aún en suspenso esta expulsión en el caso de los concejales de IU ya que los del PP fueron readmitidos antes de las generales del 2008.
En 2008 fue nombrado senador por Asturias, tras las elecciones generales de 2008. Como senador fue vicepresidente primero de la Comisión del Reglamento, vocal de la Comisión de Industria, Comercio y Turismo, vocal de la Comisión de Vivienda y vocal de la Comisión Mixta para el estudio del cambio climático, de la que fue ponente.